# Lad Krabang 54 Stadium
Das Lad Krabang 54 Stadium (Thai สนามลาดกระบัง 54), oder auch Customs Department Stadion genannt, ist ein reines Fußballstadion in Samut Prakan in der Provinz Samut Prakan, Thailand. Das 2009 eröffnete Stadion wird derzeit hauptsächlich für Fußballspiele genutzt und ist das Heimstadion vom thailändischen Zweitligisten  MOF Customs United Football Club. Das Stadion hat eine Kapazität von 2000 Personen. Eigentümer und Betreiber des Stadions ist Thailändische Zollbehörde, das Thai Customs Department.

## Nutzer des Stadions
| Verein                           | Zeitraum der Nutzung |
| -------------------------------- | -------------------- |
| MOF Customs United FC            | 2010 bis heute       |
| Samut Prakan FC                  | 2010 bis 2011        |
| TTM Thailand Tobacco Monopoly FC | 2014 bis 2015        |
| Samut Prakan City FC             | 2024 bis             |